# Andrés Vilches
Andrés Alejandro Vilches Araneda (Talcahuano, 14 gennaio 1992) è un calciatore cileno, attaccante del Colo Colo.